# قوات الأمن الخاصة (اليمن)
قوات الأمن الخاصة اليمنية ( الأمن المركزي سابقاً ) هي قوات تابعه لوزارة الداخلية اليمنية، أعتمد إسمها الحالي بناء على قرار جمهوري في 21 فبراير 2013 الذي يهدف إعادة تنظيم هيكلة وزارة الداخلية ويتوقع صدور قوانين من وزير الداخلية تحدد مهام واختصاصات جميع الأجهزة الأمنية التابعة للوزارة.

## التأسيس وقانون الهيكلة
في عام 1980 صدر القرار الجمهوري برقم (107) الخاص بإنشاء وحدة أمنية تسمى قوات الأمن المركزي تابع لوزارة الداخلية اليمنية ويمثل جهاز أمني هام ضمن الأجهزة الأمنية التابعة لوزارة الداخلية.
في 21 فبراير 2013 أصدر الرئيس عبد ربه منصور هادي قرار جمهوري رقم 50 لسنة 2013 بإعادة تنظيم هيكلة وزارة الداخلية يهدف إلى إنشاء جهاز شرطة مهني وطني، على أسسعلمية، تنفذ القانون بدقة وصرامة، وتحترم حرية المواطنين وتحفظ كرامتهم، وبموجب هذا القانون تغير اسم (قوات الأمن المركزي) إلى (قوات الأمن الخاصة) 

## القيادة
- عبدالملك الطيب.
- فضل يحيى ناجي القوسي.[2]
- محمد منصور الغدره
- عبد الرزاق المروني

## المهام
- حراسة وتأمين المدن الرئيسية.
- تأمين المنشأت الحكومية والخصوصية.
- تأمين مداخل المدن الرئيسية.
- تأمين المنافذ البرية والبحرية والجوية.
- تأمين مناطق وأماكن الاحتفالات العامة.
- تأمين ومرافقة الوافدين والزوار الأجانب للجمهورية اليمنية من الخارج والسياح.
- متابعة وإيصال المطلوبين للعدالة من الخارجين عن النظام والقانون والفارين من وجه العدالة.

أوالمخلين بأمن وإستقرار الوطن (مهام أمنيه وضبط).
- القيام بمكافحه أعمال الشغب وحماية المسيرات السلميه.
- حماية الشخصايات الاجتماعية الهامة.
- المشاركة في تأمين جميع الفعاليات التي تقام في اليمن كــ (الانتخابات التشريعية والرئاسية والاستفتاءوالمحلية).
- القيام بأعمال الإنقاذ الإنسانية
- مكافحه أعمال التقطع
- تحرير الرهائن
- مكافحه التهريب
- تأمين خطوط السير للضيوف الزائرة للبلد (رؤساء الدول) كبار المسؤلين والشخصيات الهامة.
- تأمين المحاضرات والمنتديات والندوات التي تعقد في البلاد.
- مكافحه الإرهاب والاختطاف.

## وحدات الأمن
1. وحدة حماية الشخصيات الهامة، أنشئت في 2008.
2. وحدة مكافحة الشغب.
3. الوحدة الصحية.
4. وحدة أمن الموانيء الجوية (المطارات)، أنشئت في 2010.
5. وحدة أمن السياحة.
6. وحدة أمن الملاعب.

## أسلحة الأمن
يتكون تسليح الأمن اليمني من المدرعات وناقلات الجند والاسلحه المتوسطة (مدافع الرشاش) والخفيفة: الكلاشنكوف خصوصاً من نوع إيه كيه-47 وإيه كيه-74، وهو قوة مساعدة للجيش في المهام والواجبات.

## التواجد
في العاصمة صنعاء تتواجد في أربع مناطق أمنيه تتولى أعمال الدورية للخدمات الثابتة والمتحركة والحزام الأمني.

## روابط خارجية
- موقع قيادة قوات الأمن المركزي اليمني
- صفحة قيادة قوات الأمن المركزي اليمني على الفيس بوك
- قناة قيادة قوات الأمن المركزي اليمني على اليوتوب